# Satanoperca daemon
Satanoperca daemon es una especie de peces de la familia Cichlidae en el orden de los Perciformes.

## Morfología
Los machos pueden llegar alcanzar los 17 cm de longitud total.

## Distribución geográfica
Se encuentran en Sudamérica: cuencas del río Amazonas en Brasil y Venezuela, y del Orinoco en Colombia y  Venezuela.

## Alimentación
Esta especie suele alimentarse tomando bocanadas de arena y comiéndose el material orgánico hallada en esta mientras expulsa el resto de la esta.